# État de surface (mécanique)

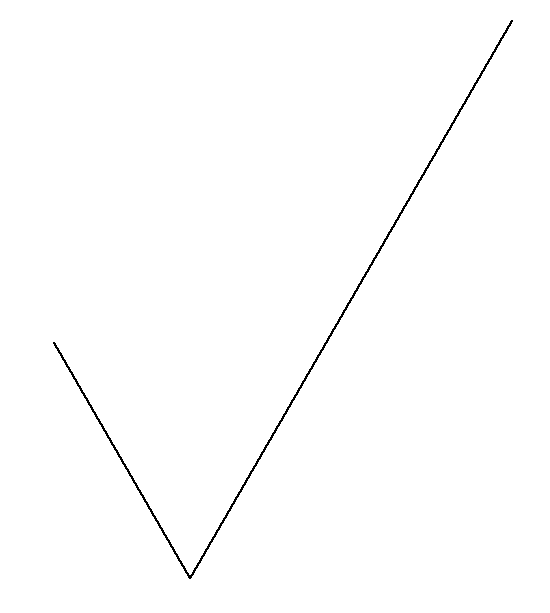
Symbole de la rugosité de surface.

 (novembre 2024).
En mécanique, l'état de surface est un élément de cotation d'une pièce indiquant la fonction, la rugosité et l'aspect des surfaces usinées.

## Fonctions de surface
En spécification géométrique des produits (GPS), on distingue seize fonctions principales que peut remplir la surface d'une pièce mécanique :
Surface de contact avec une autre pièce :
- frottement de glissement lubrifié (FG) ;
- frottement à sec (FS) ;
- frottement de roulement (FR) ;
- frottement fluide (FF) ;
- résistance au matage (RM) ;
- étanchéité dynamique avec ou sans joint (ED) ;
- étanchéité statique avec ou sans joint (ES) ;
- ajustement fixe avec contrainte (AC) ;
- adhérence, collage (AD).

Surface libre, indépendante :
- générée par la coupe d'un outil (OC) ;
- générée par un outil de forme (pliage, repoussage, chaudronnerie) ;
- générée par un outil abrasif (chaudronnerie, polissage, ponçage, serrurerie) ;
- générée par un outil découpant (chaudronnerie, découpage jet d'eau, découpe laser, découpe plasma, oxycoupage) ;
- générée par un outil de soudage (chaudronnerie, serrurerie) ;
- résistance aux efforts alternés (EA) ;
- résistance à la corrosion (RC) ;
- destinée à recevoir un revêtement, peinture (RE) ;
- destinée à recevoir un dépôt électrolytique (DE) ;
- mesure (ME) ;
- aspect (AS).

## Composantes

### Micro-rugosité
Il s'agit des composantes de longueurs d'onde les plus courtes provoquées le plus souvent par le bruit électronique de l'appareil de mesure. Mais la micro-rugosité peut être également présente sur la pièce et elle est dans ce cas la signature de l'aspect d'une pièce plus ou moins lisse. Dans la majorité des applications, la micro-rugosité est éliminée par filtrage.

### Rugosité
On la mesure avec un rugosimètre ou un profilomètre.
La rugosité concerne les défauts micro géométriques de la surface. Ils sont évalués après filtrage de la surface réelle à l'aide d'un filtre passe-haut ne retenant que les longueurs d'onde latérales les plus courtes. 
Les paramètres de rugosité en profilométrie commencent par la lettre majuscule R suivie d'une ou plusieurs lettres déterminant le type de paramètre. Par exemple, le paramètre « Ra » est la rugosité moyenne arithmétique du profil. « Rz » est la rugosité maximale du profil.
La rugosité d'une pièce usinée est une signature du type d'usinage (tournage, polissage, pierrage, etc.).
La cotation des états de surface en mécanique fait essentiellement référence à l'usinage par enlèvement de matière. Les défauts sont des stries et des sillons creusés par les arêtes coupantes des outils (outils de tournage, fraises, meules, etc.). On distingue deux niveaux de défauts d'état de surface :
- niveau 1 : stries périodiques ;
- niveau 2 : défauts apériodiques : arrachement de matière.

### Ondulation
Complémentaire à la rugosité, l'ondulation regroupe les composantes de l'état de surface à plus grande longueur d'onde. L'ondulation est obtenue par filtrage passe-bas et est parfois appelée ligne moyenne du profil. Les paramètres d'ondulation commencent par la lettre W. L'ondulation sur une pièce usinée est transférée par un défaut de la machine-outil (vibration, décentrage, etc.). Elle nuit en général aux fonctions de contact sec, de frottement ou d'étanchéité.

### Écarts de forme
Les écarts de forme sont les résidus à grande longueur d'onde obtenus après suppression de la forme nominale de la pièce (par exemple un cylindre). Ils correspondent par exemple au défaut de planéité ou de rectitude, au défaut de circularité, etc. En spécification géométrique, on élimine en général ces écarts de forme par filtrage.

## Technologies de mesure
La mesure des états de surface peut être réalisée avec un rugosimètre, un profilomètre à contact ou optique, ou un microscope capable de mesurer la hauteur de surface. Aujourd'hui les états de surface sont évalués numériquement à partir de profils ou de surfaces numérisées.
Les technologies les plus courantes pour la mesure d'état de surface sont :
- la profilométrie à contact ;
- la profilométrie optique à capteur confocal chromatique ;
- la profilométrie optique à focalisation dynamique ;
- la microscopie confocale ;
- la microscopie par interférence en lumière blanche ;
- la microscopie par interférence monochromatique ;
- la microscopie par variation de focale (microscope numérique) ;
- la microscopie électronique avec reconstruction 3D ;
- la projection de lumière structurée ;
- la triangulation laser.

En atelier, on utilise encore les échantillons viso-tactiles (Rugotest) qui permettent d'évaluer la rugosité par comparaison.
Il existe aussi dans certains secteurs, des méthodes d'évaluation pneumatique ou à l'aide d'un papier à cigarette.

## État de surface surfacique
La nouvelle norme ISO 25178 définit l'analyse en 3D de l'état de surface, ce qui permet également la caractérisation des surfaces anisotropes ou périodiques difficile avec les anciens paramètres 2D d'état de surface.

## Caractéristiques du profil
Plusieurs normes nationales ou internationales définissent la manière d'analyser les états de surface à l'aide de filtrage et de paramètres.
- La norme NF EN ISO 21920-2 définit les paramètres communs, dits de rugosité, d'ondulation ou sur profil primaire.
- La norme NF EN ISO 21920-3 définit les opérateurs de spécification et la méthode dite des 16 %.
- La norme NF EN ISO 21920-1 définit la façon d'exprimer les spécifications d'état de surface sur les plans.
- La norme NF EN ISO 13565 définit des méthodes d'analyse de surfaces dites stratifiées obtenues par usinage multi-passe.
- La norme NF EN ISO 12085 (issue d'une norme française CNOMO), définit les caractéristiques suivantes :

### Strie d'usinage
Chaque strie du profil numérotée i est composée d'une saillie et des deux demi-creux adjacents. Elle est caractérisée par sa longueur AR, sa profondeur de creux amont Ri et aval Ri+1.

### Ligne moyenne
La ligne moyenne est calculée à partir du relevé du profil de coupe. C'est la ligne des moindres carrés.

### Ligne des saillies
C'est la ligne parallèle à la ligne moyenne passant par la saillie la plus saillante.

### Ligne des creux
C'est la ligne parallèle à la ligne moyenne passant par le creux le plus profond.

### Ligne de coupec
C'est la ligne parallèle à la ligne moyenne à une distance c de la ligne des saillies.

### Hauteur du profil Pt
C'est la distance entre la ligne des saillies et la ligne des creux.

### Écart moyen arithmétique Ra
C'est la moyenne intégrale des écarts en valeur absolue.

### Profondeur moyenne R
C'est la moyenne des profondeurs.

### Profondeur maximale des stries Rmax
C'est la profondeur maximale.

### Pas moyen AR
C'est la valeur moyenne de la longueur des stries.

### Taux de longueur portanteTp
C'est la longueur portante totale rapportée à la longueur du profil exprimée en %. La longueur portante d'une strie est la longueur de son intersection avec la ligne de coupe c.

## Cotation fonctionnelle des états de surface
Le critère physique R est microgéométrique, et c'est l'amplitude moyenne de la rugosité (rugosité).
Le critère statistique Ra est statistique, et c'est l'écart moyen arithmétique par rapport à la ligne moyenne.
R = 5 Ra environ.

## Domaine d'applications
Les domaines où la rugosité joue un rôle sont très variés :
- en optique, l'état de surface entraîne (principalement) de la diffusion, ce qui entraîne une perte de lumière ;
- en mécanique, elle crée du frottement, de l'usure, une force de traînée, etc. Elle peut parfois être bénéfique pour capturer les huiles ;
- en design industriel : des surfaces nanostructurées permettent de réaliser des aspects changeants selon l'angle d'observation ;
- en soudure, elle permet d'éviter que certaines surfaces se soudent ;
- en adhésion, la rugosité s'oppose à un contact intime entre les deux objets, difficulté contournée par la déformabilité des matériaux collants ;
- en pharmaceutique : plus une rugosité est élevée plus il y a risque que des impuretés restent piégées et soient relâchées sans contrôle ;
- dans les énergies nouvelles : les surfaces des piles à combustible ou des panneaux solaires sont structurées afin de maximiser la surface d'échange ou la surface de captation ;
- en médecine : l'état de surface des prothèses de hanche a un fort impact sur la durée de vie de la prothèse ;
- etc.

Rugosité :
C'est l'ensemble des irrégularités d'une surface à caractère micrographique et macrographique. 
Les surfaces usinées ne sont pas parfaites, elles présentent des irrégularités dues aux procédés d'obtentions, aux outils, à la matière, etc.
Le rôle fonctionnel d'une surface dépend d'un certain nombre de facteurs, notamment de l'état de surface (étanchéité, glissement, etc.).
Plus l'indice de rugosité est faible, plus il est difficile à obtenir, ce qui augmente nécessairement le coût de fabrication.
Surface géométrique 
 
Surface parfaite ; Sur le dessin, elle est définie géométriquement par le bureau d'études, à l'aide de cotes nominales.
Surface spécifiée 
 
Surface résultant de la surface géométrique, transformée par le bureau des études qui prescrit les limites de réalisation de cette surface à l'aide de symboles et de valeurs numériques en complément des cotes nominales du dessin.
Surface mesurée 
 
Surface déterminée à l'aide des instruments de mesure à partir de la surface réelle. La surface mesurée, résultant de l'exploration de la surface réelle devra être l'image la plus rapprochée de celle-ci.
Surface réelle 
 
Surface obtenue au cours de la fabrication.
L : 
Longueur de base du profil moyen
Rp : 
Profondeur moyenne de rugosité. 
Moyenne arithmétique des valeurs de l'ordonnée y de tous les points du profil sur la longueur de base L.
Ra : 
Écart moyen arithmétique. 
Moyenne arithmétique des valeurs absolues de l'ordonnée y' (entre chaque point de la courbe et l'axe Ox').

## Valeurs de rugosité

### États de surface et fonction
Valeur maximum de R en µm :
- avec déplacements relatifs :
  - frottement de glissement
    - très difficile
      - Acier : valeur maximum de R = 0,4 et W ≤ 0,3 R

  - frottement de roulement
  - résistance au matage
  - frottement fluide
  - étanchéité dynamique

- assemblages fixes
  - étanchéité statique
  - assemblage fixe sans contrainte
  - assemblage fixe avec contrainte
  - adhérence (collage)

- sans contrainte extérieure :
  - revêtement peinture
  - dépôt électrolytique
  - mesure

- avec contraintes extérieures :
  - résistance aux efforts alternés
  - outils coupants face de coupe

### Procédés de fabrication et états de surface
Rugosité Ra en micromètres ou rugosité R en micromètres
Rugosité de surfaces brutes :
- Estampage : Ra / R 12,5 / 40 - 3,2 / 10 - (1,6 / 4)
- Forgeage : Ra / R 3,2 / 10
- Laminage à froid (sur cuivre) : Ra 0,6 à 0,08 µm/Rmax = 1,0 à 1,5 µm

Rugosité de surfaces usinées :
- Alésage :
  - outil acier rapide Ra / R (6,3 / 16) - 3,2 / 10 - 1,6 / 4 - (0,8 / 2)
  - outil carbure ou diamant Ra / R (3,2 / 10')' - 1,6 / 4 - 0,8 / 2 - (0,4 / 1)
  - à l'alésoir Ra / R (6,3 / 16) - 3,2 / 10 - 0,8 / 2 - (0,4 / 1)
- Tournage :
  - outil acier rapide Ra / R (12,5 / 40) - 6,3 / 16 - 1,6 / 4 - (0,8 / 2)
  - outil carbure ou diamant Ra / R (3,2 / 10) - 3,2 / 10 - 0,4 / 1 - (0,4 / 1)

| Procédé de fabrication | Procédé de fabrication      | Procédé de fabrication | Écart moyen arithmétique Ra en µm      | Écart moyen arithmétique Ra en µm      | Écart moyen arithmétique Ra en µm      | Écart moyen arithmétique Ra en µm      | Écart moyen arithmétique Ra en µm      | Écart moyen arithmétique Ra en µm      | Écart moyen arithmétique Ra en µm      | Écart moyen arithmétique Ra en µm      | Écart moyen arithmétique Ra en µm      | Écart moyen arithmétique Ra en µm      | Écart moyen arithmétique Ra en µm      | Écart moyen arithmétique Ra en µm      |
| Procédé                | Procédé                     | Symbole                | 50                                     | 25                                     | 12,5                                   | 6,3                                    | 3,2                                    | 1,6                                    | 0,8                                    | 0,4                                    | 0,2                                    | 0,1                                    | 0,05                                   | 0,025                                  |
| ---------------------- | --------------------------- | ---------------------- | -------------------------------------- | -------------------------------------- | -------------------------------------- | -------------------------------------- | -------------------------------------- | -------------------------------------- | -------------------------------------- | -------------------------------------- | -------------------------------------- | -------------------------------------- | -------------------------------------- | -------------------------------------- |
| Estampage              | Estampage                   | es                     |                                        |                                        | x                                      | x                                      | x                                      | -                                      |                                        |                                        |                                        |                                        |                                        |                                        |
| Forgeage               | Forgeage                    | fo                     |                                        |                                        |                                        |                                        | x                                      |                                        |                                        |                                        |                                        |                                        |                                        |                                        |
| Grenaillage            | Grenaillage                 | gn                     | x                                      | x                                      | x                                      | x                                      | x                                      | x                                      | -                                      |                                        |                                        |                                        |                                        |                                        |
| Laminage               | filage - extrusion à chaud  | lac                    |                                        | -                                      | x                                      | x                                      | -                                      |                                        |                                        |                                        |                                        |                                        |                                        |                                        |
| Laminage               | tréfilage - étirage à froid | laf                    |                                        |                                        |                                        | -                                      | x                                      | x                                      | x                                      | -                                      |                                        |                                        |                                        |                                        |
| Matriçage              | à chaud                     | ma                     |                                        | -                                      | x                                      | x                                      | x                                      | -                                      |                                        |                                        |                                        |                                        |                                        |                                        |
| Matriçage              | à froid                     | ma                     |                                        |                                        |                                        |                                        |                                        |                                        |                                        |                                        |                                        |                                        |                                        |                                        |
| Moulage                | au sable                    | mo                     | -                                      | x                                      | x                                      | -                                      |                                        |                                        |                                        |                                        |                                        |                                        |                                        |                                        |
| Moulage                | cire perdue - procédé Schaw | mo                     |                                        |                                        |                                        | -                                      | x                                      | x                                      | -                                      |                                        |                                        |                                        |                                        |                                        |
| Moulage                | en coquille par gravité     | mo                     |                                        |                                        |                                        | x                                      | x                                      | x                                      |                                        |                                        |                                        |                                        |                                        |                                        |
| Moulage                | en coquille sous pression   | mo                     |                                        |                                        |                                        | x                                      | x                                      | x                                      |                                        |                                        |                                        |                                        |                                        |                                        |
| Moulage plastique      | Moulage plastique           | mo                     |                                        |                                        |                                        |                                        |                                        |                                        |                                        |                                        |                                        |                                        |                                        |                                        |
| Sablage                | Sablage                     | sa                     |                                        |                                        |                                        |                                        |                                        |                                        |                                        |                                        |                                        |                                        |                                        |                                        |
| Procédé                | Procédé                     | Symbole                | 160                                    | 80                                     | 40                                     | 16                                     | 10                                     | 4                                      | 2                                      | 1                                      | 0,5                                    | 0,25                                   | 0,12                                   | 0,06                                   |
| Procédé de fabrication | Procédé de fabrication      | Procédé de fabrication | Profondeur moyenne de rugosité R en µm | Profondeur moyenne de rugosité R en µm | Profondeur moyenne de rugosité R en µm | Profondeur moyenne de rugosité R en µm | Profondeur moyenne de rugosité R en µm | Profondeur moyenne de rugosité R en µm | Profondeur moyenne de rugosité R en µm | Profondeur moyenne de rugosité R en µm | Profondeur moyenne de rugosité R en µm | Profondeur moyenne de rugosité R en µm | Profondeur moyenne de rugosité R en µm | Profondeur moyenne de rugosité R en µm |

| Procédé de fabrication         | Procédé de fabrication         | Procédé de fabrication | Écart moyen arithmétique Ra en µm      | Écart moyen arithmétique Ra en µm      | Écart moyen arithmétique Ra en µm      | Écart moyen arithmétique Ra en µm      | Écart moyen arithmétique Ra en µm      | Écart moyen arithmétique Ra en µm      | Écart moyen arithmétique Ra en µm      | Écart moyen arithmétique Ra en µm      | Écart moyen arithmétique Ra en µm      | Écart moyen arithmétique Ra en µm      | Écart moyen arithmétique Ra en µm      | Écart moyen arithmétique Ra en µm      |
| Procédé                        | Procédé                        | Symbole                | 50                                     | 25                                     | 12,5                                   | 6,3                                    | 3,2                                    | 1,6                                    | 0,8                                    | 0,4                                    | 0,2                                    | 0,1                                    | 0,05                                   | 0,025                                  |
| ------------------------------ | ------------------------------ | ---------------------- | -------------------------------------- | -------------------------------------- | -------------------------------------- | -------------------------------------- | -------------------------------------- | -------------------------------------- | -------------------------------------- | -------------------------------------- | -------------------------------------- | -------------------------------------- | -------------------------------------- | -------------------------------------- |
| Alésage                        | outil acier rapide             | al                     |                                        |                                        |                                        | -                                      | x                                      | x                                      | x                                      | -                                      |                                        |                                        |                                        |                                        |
| Alésage                        | outil carbure de diamant       | al                     |                                        |                                        |                                        |                                        | -                                      | x                                      | x                                      | x                                      | x                                      | -                                      |                                        |                                        |
| Alésage                        | alésoir                        | al                     |                                        |                                        |                                        |                                        | -                                      | x                                      | x                                      | x                                      | -                                      |                                        |                                        |                                        |
| Brochage                       | Brochage                       | br                     |                                        |                                        |                                        |                                        |                                        |                                        |                                        |                                        |                                        |                                        |                                        |                                        |
| Brunissage                     | Brunissage                     | —                      |                                        |                                        |                                        |                                        |                                        |                                        |                                        |                                        |                                        |                                        |                                        |                                        |
| Fraisage finition acier rapide | Fraisage finition acier rapide | —                      |                                        |                                        |                                        |                                        |                                        |                                        |                                        |                                        |                                        |                                        |                                        |                                        |
| Fraisage finition carbure      | Fraisage finition carbure      | —                      |                                        |                                        |                                        |                                        | -                                      | -                                      | x                                      | x                                      | x                                      | -                                      |                                        |                                        |
| Taillage de denture            | Taillage de denture            | —                      |                                        |                                        |                                        |                                        |                                        |                                        |                                        |                                        |                                        |                                        |                                        |                                        |
| Rectification                  | Rectification                  | —                      |                                        |                                        |                                        | -                                      | x                                      | x                                      | x                                      | x                                      | x                                      | x                                      | -                                      |                                        |
| Rodage                         | Rodage                         | rd                     |                                        |                                        |                                        |                                        |                                        |                                        |                                        | -                                      | x                                      | x                                      | x                                      | x                                      |
| Polissage mécanique            | Polissage mécanique            | po                     |                                        |                                        |                                        |                                        |                                        |                                        | -                                      | x                                      | x                                      | x                                      | x                                      | x                                      |
| Superfinition                  | Superfinition                  | sf                     |                                        |                                        |                                        |                                        |                                        |                                        |                                        |                                        | -                                      | x                                      | x                                      | x                                      |
| Procédé                        | Procédé                        | Symbole                | 160                                    | 80                                     | 40                                     | 16                                     | 10                                     | 4                                      | 2                                      | 1                                      | 0,5                                    | 0,25                                   | 0,12                                   | 0,06                                   |
| Procédé de fabrication         | Procédé de fabrication         | Procédé de fabrication | Profondeur moyenne de rugosité R en µm | Profondeur moyenne de rugosité R en µm | Profondeur moyenne de rugosité R en µm | Profondeur moyenne de rugosité R en µm | Profondeur moyenne de rugosité R en µm | Profondeur moyenne de rugosité R en µm | Profondeur moyenne de rugosité R en µm | Profondeur moyenne de rugosité R en µm | Profondeur moyenne de rugosité R en µm | Profondeur moyenne de rugosité R en µm | Profondeur moyenne de rugosité R en µm | Profondeur moyenne de rugosité R en µm |

Superfinition Ra de 0,2 valeur exceptionnelle et de 0,1 à 0,025 valeur usuelle.
| x |

| - |

La rugosité peut être améliorée par les procédés de polissage ou de tribofinition ; ces procédés utilisent des médias abrasifs ainsi que des équipements tels que vibrateurs ou centrifugeuses satellitaires.
Source.